# 防山墓群
防山墓群，位于山东省济宁市曲阜市城东防山西麓，是中华人民共和国全国重点文物保护单位之一。
1977年12月23日，公布为山东省文物保护单位，2013年5月公布为全国重点文物保护单位，是一座古墓葬。